# Reiner Kunze

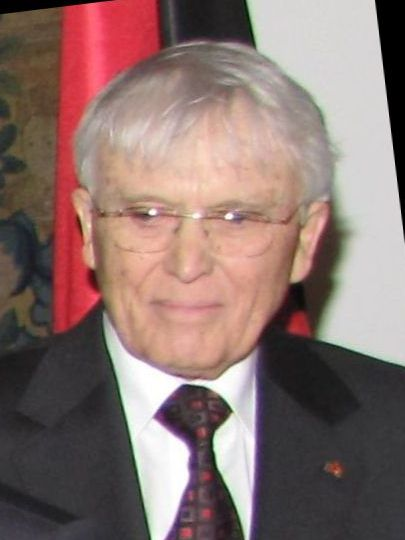
Kunze, 2009

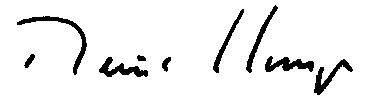
Handtekening

Reiner Kunze (Oelsnitz, 16 augustus 1933) is een Duits schrijver.
Kunze is zoon van een mijnwerker en studeerde van 1951 tot en met 1955 filosofie en journalistiek in Leipzig. Tussen 1955 en 1959 was Kunze wetenschappelijk assistent aan de Karl-Marx universiteit in Leipzig. Nog voor zijn promotie verlaat hij de universiteit. Vanaf 1959 houdt hij zich bezig met schrijven en dichten. Aan het begin van de zestiger jaren verblijft en werkt hij in Tsjecho-Slowakije om de taal te leren. Hier leert hij zijn latere vrouw dr. Elisabeth Littnerova kennen. Zijn gedichtenbundel Sensible Wege – Achtundvierzig Gedichte und ein Zyklus (uitgegeven in de Bondsrepubliek) krijgt in de DDR heel wat kritiek en vanaf dat moment wordt het voor Kunze steeds moeilijker om zijn werk in de DDR uit te geven. 
Na een periode van liberalisering op cultureel en politiek gebied mag Kunze in 1969 in de Bondsrepubliek het kinderboek Der Löwe Leopold. Fast Märchen, fast Geschichte uitgeven. In het jaar 1976 wordt het boek Die Wunderbaren Jahre uitgeven. Dit werk wordt in de DDR door de autoriteiten echter niet zo gewaardeerd en weer uit de handel genomen. Het kinderboek Der Löwe Leopold dat al gedrukt was, wordt hierna niet meer in de DDR in de handel gebracht. Het leven voor Kunze en zijn gezin in de DDR wordt steeds problematischer. Kunze geeft de DDR-autoriteiten in 1977 te kennen dat hij de DDR wil verlaten en naar de Bondsrepubliek wil gaan. Binnen drie dagen wordt zijn verzoek om de DDR te mogen verlaten, ingewilligd. Hij vestigt zich met zijn gezin in Obernzell-Erlau bij Passau. In 1981 publiceert hij na zijn vertrek uit de DDR de gedichtenbundel Auf eigene Hoffnung. 
Kunze krijgt verschillende literaire prijzen zoals de Georg-Büchner-Preis (1977), de Andreas-Gryphius-Preis, de Georg-Trakl-Preis, de Geschwister-Scholl-Preis en de Friedrich-Hölderlin-Preis. In 1993 krijgt Reiner Kunze "das Große Bundesverdienstkreuz". Voor de verfilming van zijn boek Die Wunderbaren Jahre krijgt hij de Bayerische Filmpreis. Reiner Kunze is een grote tegenstander van de Rechtschreibreform (de nieuwe spelling). Samen met andere Duitse schrijvers en dichters schrijft hij het pamflet Deutsch. Eine Sprache wird beschädigt.
Verder vertaalde hij gedichten uit het Tsjechisch.

## Literaire werken
- Sensible wege (1969)
- Der Löwe Leopold, fast Märchen, fast Geschichten (1970)
- Zimmerlautstärke (1972)
- Die Wunderbaren Jahre (proza, 1976)
- Auf eigene hoffnung (gedichten, 1981)
- Eines jeden einziges leben (gedichten, 1986)
- Zurückgeworfen auf sich selbst (interviews (1984-1988), 1989)
- Das weiße Gedicht (essays, 1989)
- Deckname "Lyrik" (dokumentatie, 1990)
- Wohin der Schlaf sich schlafen legt (gedichten voor kinderen, 1991)
- die stunde mit dir selbst. Gedichte. S. Fischer, Frankfurt am Main 2018, ISBN 978-3-10-397376-1.

- Bibsys: 90063562
- Biblioteca Nacional de España: XX944334
- Bibliothèque nationale de France: cb119101846 (data)
- CiNii: DA00320409
- Gemeinsame Normdatei: 118568124
- International Standard Name Identifier: 0000 0000 8362 0184
- Library of Congress Control Number: n50058096
- Nationale Bibliotheek van Letland: 000080493
- MusicBrainz: 7cd69628-84b9-43a8-8879-356229f39636
- Bibliotheek van het Japanse parlement: 00446512
- Nationale Bibliotheek van Tsjechië: jn20000603596
- Nationale bibliotheek van Australië: 35285552
- Nationale Bibliotheek van Israël: 987007278338405171
- Nationale Bibliotheek van Polen: a0000002756364
- Nationale en Universitaire bibliotheek Zagreb: 000176790
- Nederlandse Thesaurus van Auteursnamen: 068456395
- Réseau des bibliothèques de Suisse occidentale: 02-A003480276
- Istituto Centrale per il Catalogo Unico: RAVV023533
- SNAC: w61v9xmd
- Système universitaire de documentation: 02695513X
- Virtual International Authority File: 19679721
- WorldCat: E39PBJtMqjtTRPbkwdF63PQwmd